# Muncelu, Vrancea
Muncelu este un sat în comuna Străoane din județul Vrancea, Moldova, România.
În Muncelu se află monumentul eroinei Ecaterina Teodoroiu.
 Acest articol despre o localitate din județul Vrancea este deocamdată un ciot. Puteți ajuta Wikipedia prin completarea lui.